# Silje Storstein
Silje Storstein (* 30. března 1984 v Oslu, Norsko) je norská herečka.

## Život
Silje Storstein se narodila v rodině norského herce Are Storsteina. Ve 14 letech debutovala ve filmu Sofiin svět v roli Sofie, na kterou byla vybrána ze 4500 uchazečů. V té době navštěvovala Školu Rudolfa Steinera v Oslu a navštěvovala hodiny baletu a houslí.
Od natočení svého prvního filmu dále účinkovala v dalších norských filmech a hrála pro norskou televizi, naposledy v roce 2007 v komedii Mars & Venus (Mars a Venuše).

## Filmografie
- Sofiin svět (Sofies verden, 1999)
- Ikke naken (2004)
- Mars & Venus (2007)

## Divadlo
- Før solnedgang (2008) - Inken Peters
- Petr Pan (2009) - Wendy
- Den store landevegen (2009) - Møllerjenta / Clara
- Antigona (2009) - Ismene
- Nepřítel lidu (2009) - Petra
- Romeo a Julie (2010) - Julie
- Reisen til Julestjernen (2010) - Petrine
- Befri deg Selv (2010) - Paula / Birgitta
- Vi har så korte armar (2011) - Liv
- Shokheaded Peter